# Omphalodes cappadocica
Omphalodes cappadocica är en strävbladig växtart som först beskrevs av Carl Ludwig von Willdenow, och fick sitt nu gällande namn av Dc. Omphalodes cappadocica ingår i släktet lammtungor, och familjen strävbladiga växter. Inga underarter finns listade i Catalogue of Life.

## Bildgalleri

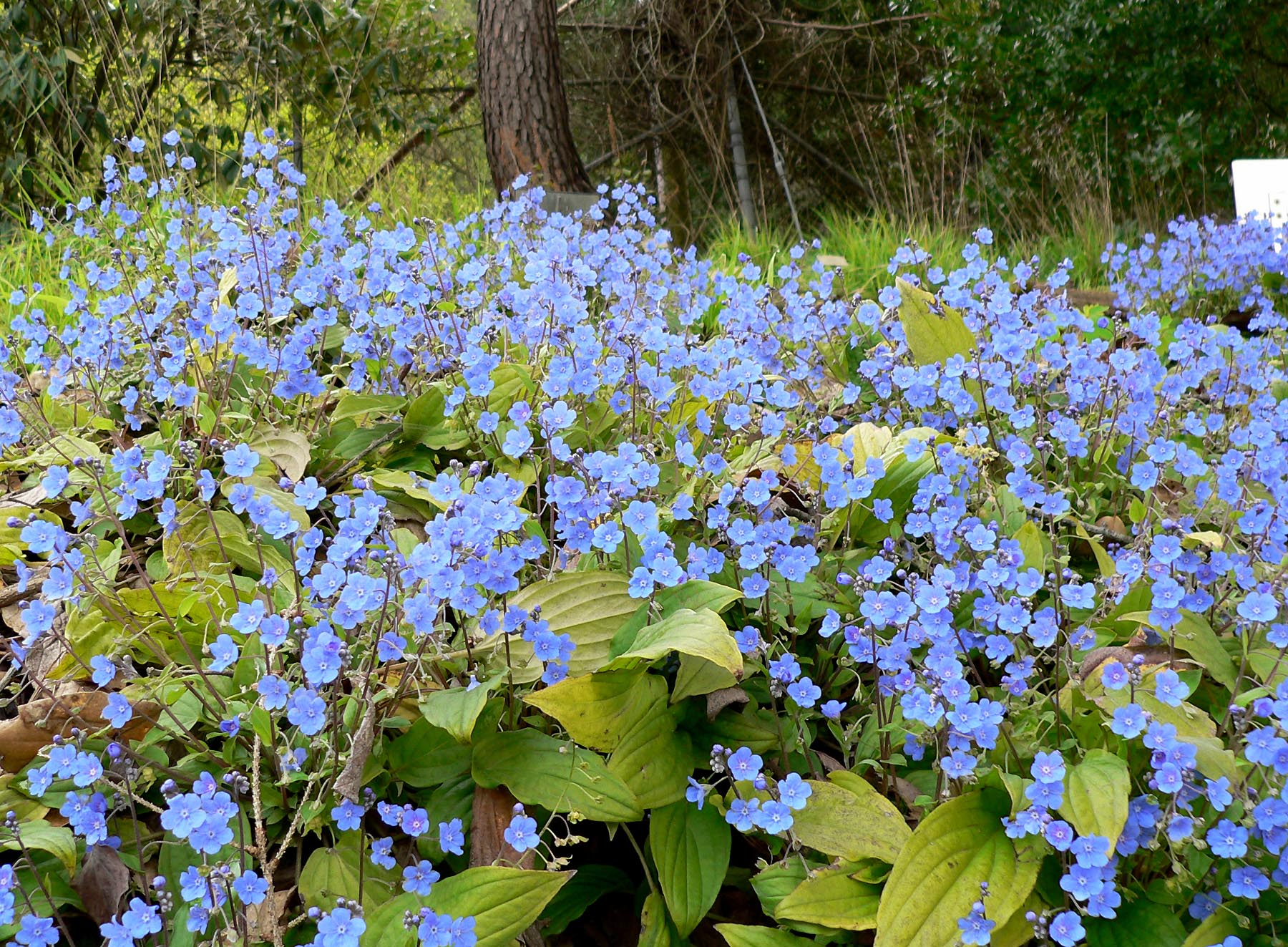